# 레이 채프먼

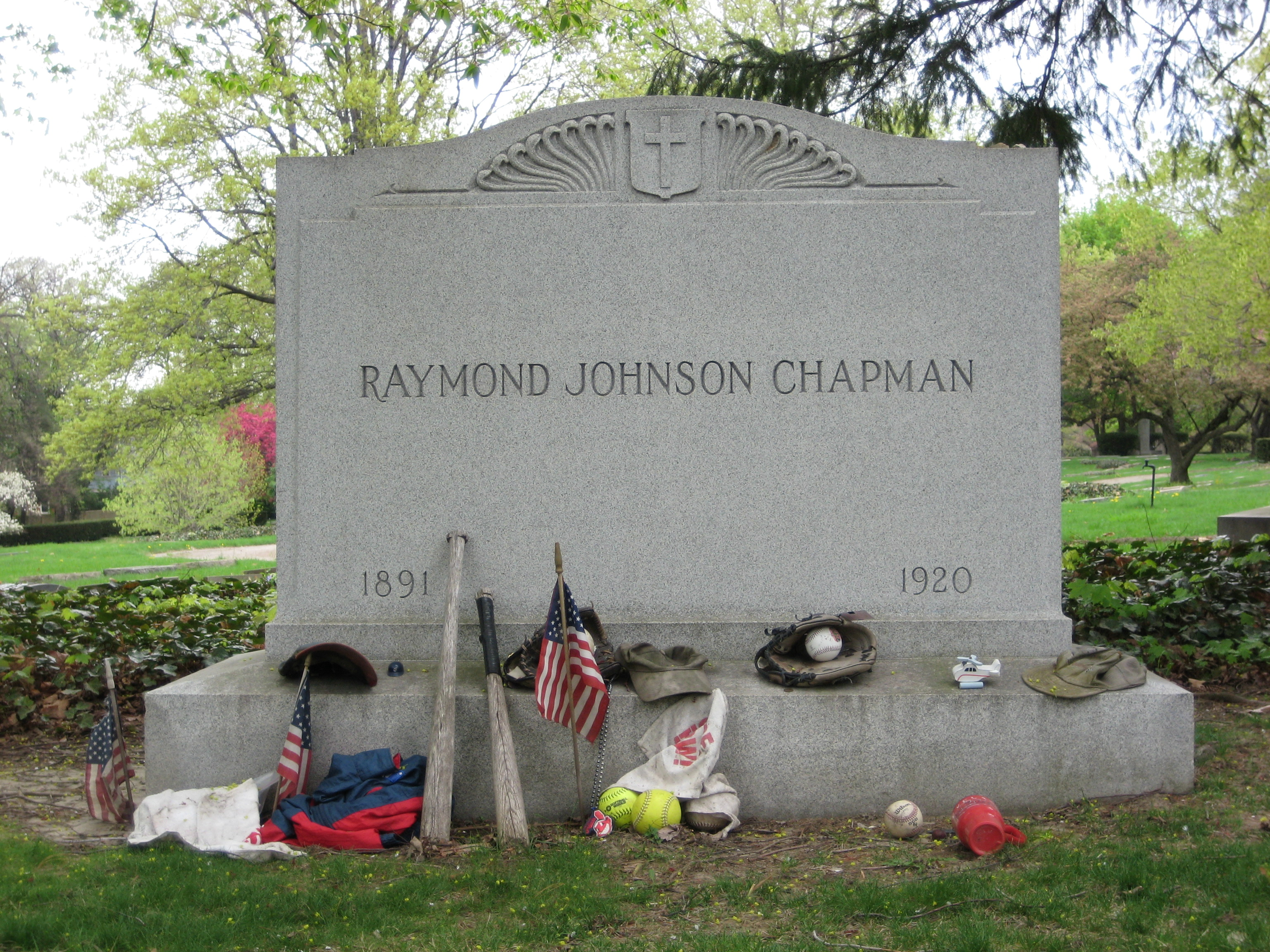
레이 채프먼의 묘지

레이 채프먼(영어: Raymond Johnson Chapman, 1891년 1월 15일 ~ 1920년 8월 17일)은 전 미국 프로 야구 클리블랜드 인디언스의 선수이다.
1912년 클리블랜드 냅스(1915년에 '클리블랜드 인디언스'로 개명)에 입단하여 주로 유격수로 활동하였다.
1920년 8월 16일 뉴욕 양키스 홈구장인 폴로 그라운드에서 열린 경기에서, 3-0으로 이기고 있는 5회초 선두 타자로 나온 1-1(원스트라이크 원볼) 상황에서 상대팀 투수 '칼 메이스(Carl Mays)'의 투구에 왼쪽 관자놀이를 맞고 쓰러졌다. 사고 후 뉴욕 시티 병원으로 이송되었으나, 다음날인 1920년 8월 17일 오전 4시 30분 경 두개골 골절로 사망하였다.

## 같이 보기
- 필립 휴스